# Motorrad-Weltmeisterschaft 2021
Die Motorrad-WM-Saison 2021 war die 73. in der Geschichte der FIM-Motorrad-Straßenweltmeisterschaft.
Die Saison wurde durch den tödlichen Unfall Jason Dupasquiers überschattet.

## Punkteverteilung
Weltmeister wird derjenige Fahrer beziehungsweise der Hersteller, der bis zum Saisonende die meisten Punkte in der Weltmeisterschaft angesammelt hat. Bei der Punkteverteilung werden die Platzierungen im Gesamtergebnis des jeweiligen Rennens berücksichtigt. Die fünfzehn erstplatzierten Fahrer jedes Rennens erhalten Punkte nach folgendem Schema:
| Punkteverteilung | Punkteverteilung | Punkteverteilung | Punkteverteilung | Punkteverteilung | Punkteverteilung | Punkteverteilung | Punkteverteilung | Punkteverteilung | Punkteverteilung | Punkteverteilung | Punkteverteilung | Punkteverteilung | Punkteverteilung | Punkteverteilung | Punkteverteilung |
| ---------------- | ---------------- | ---------------- | ---------------- | ---------------- | ---------------- | ---------------- | ---------------- | ---------------- | ---------------- | ---------------- | ---------------- | ---------------- | ---------------- | ---------------- | ---------------- |
| Platz            | 1                | 2                | 3                | 4                | 5                | 6                | 7                | 8                | 9                | 10               | 11               | 12               | 13               | 14               | 15               |
| Punkte           | 25               | 20               | 16               | 13               | 11               | 10               | 9                | 8                | 7                | 6                | 5                | 4                | 3                | 2                | 1                |

In die Wertung kommen alle erzielten Resultate.

## Rennkalender
| Nr. | Datum         | Rennen                          | Strecke                                                      | Streckenlayout |
| --- | ------------- | ------------------------------- | ------------------------------------------------------------ | -------------- |
| 1   | 28. März      | Großer Preis von Katar          | Losail International Circuit (Doha)                          |                |
| 2   | 4. April      | Großer Preis von Doha           | Losail International Circuit (Doha)                          |                |
| 3   | 18. April     | Großer Preis von Portugal       | Autódromo Internacional do Algarve (Portimão)                |                |
| 4   | 2. Mai        | Großer Preis von Spanien        | Circuito de Jerez (Jerez de la Frontera)                     |                |
| 5   | 16. Mai       | Großer Preis von Frankreich     | Circuit Bugatti (Le Mans)                                    |                |
| 6   | 30. Mai       | Großer Preis von Italien        | Autodromo Internazionale del Mugello (Scarperia e San Piero) |                |
| 7   | 6. Juni       | Großer Preis von Katalonien     | Circuit de Barcelona-Catalunya (Montmeló)                    |                |
| 8   | 20. Juni      | Großer Preis von Deutschland    | Sachsenring (Hohenstein-Ernstthal)                           |                |
| 9   | 27. Juni      | Dutch TT                        | TT Circuit Assen (Assen)                                     |                |
| 10  | 8. August     | Großer Preis der Steiermark     | Red Bull Ring (Spielberg)                                    |                |
| 11  | 15. August    | Großer Preis von Österreich     | Red Bull Ring (Spielberg)                                    |                |
| 12  | 29. August    | Großer Preis von Großbritannien | Silverstone Circuit (Silverstone)                            |                |
| 13  | 12. September | Großer Preis von Aragonien      | Motorland Aragón (Alcañiz)                                   |                |
| 14  | 19. September | Großer Preis von San Marino     | Misano World Circuit Marco Simoncelli (Misano Adriatico)     |                |
| 15  | 3. Oktober    | Grand Prix of The Americas      | Circuit of The Americas (Austin)                             |                |
| 16  | 24. Oktober   | Großer Preis der Emilia-Romagna | Misano World Circuit Marco Simoncelli (Misano Adriatico)     |                |
| 17  | 7. November   | Großer Preis der Algarve        | Autódromo Internacional do Algarve (Portimão)                |                |
| 18  | 14. November  | Großer Preis von Valencia       | Circuit Ricardo Tormo (Valencia)                             |                |

## MotoGP-Klasse

### Teams und Fahrer
| Team                                    | Hersteller | Maschine         | Nr. | Fahrer            | Läufe        |
| --------------------------------------- | ---------- | ---------------- | --- | ----------------- | ------------ |
| Aprilia Racing Team Gresini             | Aprilia    | RS-GP            | 12  | Maverick Viñales  | 13–14, 16–18 |
| Aprilia Racing Team Gresini             | Aprilia    | RS-GP            | 32  | Lorenzo Savadori  | 1–10, 13     |
| Aprilia Racing Team Gresini             | Aprilia    | RS-GP            | 41  | Aleix Espargaró   | alle         |
| Ducati Lenovo Team                      | Ducati     | Desmosedici GP21 | 43  | Jack Miller       | alle         |
| Ducati Lenovo Team                      | Ducati     | Desmosedici GP21 | 63  | Francesco Bagnaia | alle         |
| Ducati Lenovo Team                      | Ducati     | Desmosedici GP21 | 51  | Michele Pirro     | 15           |
| Pramac Racing                           | Ducati     | Desmosedici GP21 | 5   | Johann Zarco      | alle         |
| Pramac Racing                           | Ducati     | Desmosedici GP21 | 89  | Jorge Martín      | 1–3, 7–18    |
| Pramac Racing                           | Ducati     | Desmosedici GP21 | 51  | Michele Pirro     | 6            |
| Pramac Racing                           | Ducati     | Desmosedici GP21 | 53  | Tito Rabat        | 4–5          |
| Sky VR46 Esponsorama Esponsorama Racing | Ducati     | Desmosedici GP19 | 10  | Luca Marini       | alle         |
| Sky VR46 Esponsorama Esponsorama Racing | Ducati     | Desmosedici GP19 | 23  | Enea Bastianini   | alle         |
| LCR Honda Idemitsu LCR Honda Castrol    | Honda      | RC213V           | 30  | Takaaki Nakagami  | alle         |
| LCR Honda Idemitsu LCR Honda Castrol    | Honda      | RC213V           | 73  | Álex Márquez      | alle         |
| Repsol Honda Team Team HRC              | Honda      | RC213V           | 6   | Stefan Bradl      | 1–2          |
| Repsol Honda Team Team HRC              | Honda      | RC213V           | 6   | Stefan Bradl      | 4, 14        |
| Repsol Honda Team Team HRC              | Honda      | RC213V           | 44  | Pol Espargaró     | alle         |
| Repsol Honda Team Team HRC              | Honda      | RC213V           | 93  | Marc Márquez      | 3–18         |
| Red Bull KTM Factory Racing             | KTM        | RC16             | 25  | Dani Pedrosa      | 10           |
| Red Bull KTM Factory Racing             | KTM        | RC16             | 33  | Brad Binder       | alle         |
| Red Bull KTM Factory Racing             | KTM        | RC16             | 88  | Miguel Oliveira   | alle         |
| Tech3 KTM Factory Racing                | KTM        | RC16             | 9   | Danilo Petrucci   | alle         |
| Tech3 KTM Factory Racing                | KTM        | RC16             | 27  | Iker Lecuona      | alle         |
| Team Suzuki Ecstar                      | Suzuki     | GSX-RR           | 36  | Joan Mir          | alle         |
| Team Suzuki Ecstar                      | Suzuki     | GSX-RR           | 42  | Álex Rins         | 1–6, 8–18    |
| Monster Energy Yamaha MotoGP            | Yamaha     | YZR-M1           | 12  | Maverick Viñales  | 1–10         |
| Monster Energy Yamaha MotoGP            | Yamaha     | YZR-M1           | 20  | Fabio Quartararo  | alle         |
| Monster Energy Yamaha MotoGP            | Yamaha     | YZR-M1           | 21  | Franco Morbidelli | 14–18        |
| Monster Energy Yamaha MotoGP            | Yamaha     | YZR-M1           | 35  | Cal Crutchlow     | 12–13        |
| Petronas Yamaha SRT                     | Yamaha     | YZR-M1           | 04  | Andrea Dovizioso  | 14–18        |
| Petronas Yamaha SRT                     | Yamaha     | YZR-M1           | 21  | Franco Morbidelli | 1–8          |
| Petronas Yamaha SRT                     | Yamaha     | YZR-M1           | 31  | Garrett Gerloff   | 9            |
| Petronas Yamaha SRT                     | Yamaha     | YZR-M1           | 35  | Cal Crutchlow     | 10–11        |
| Petronas Yamaha SRT                     | Yamaha     | YZR-M1           | 46  | Valentino Rossi   | alle         |
| Petronas Yamaha SRT                     | Yamaha     | YZR-M1           | 96  | Jake Dixon        | 12–13        |

| Legende         |
| --------------- |
| Stammfahrer     |
| Wildcard-Fahrer |
| Ersatzfahrer    |

### Rennergebnisse
| #  | Datum  | Rennen                | Strecke              | Platz 1           | Platz 2           | Platz 3           | Pole-Position     | Schn. Rennrunde   | Gesamtführung     | Gesamtführung                | Gesamtführung |
| #  | Datum  | Rennen                | Strecke              | Platz 1           | Platz 2           | Platz 3           | Pole-Position     | Schn. Rennrunde   | Fahrer            | Team                         | Konstrukteur  |
| -- | ------ | --------------------- | -------------------- | ----------------- | ----------------- | ----------------- | ----------------- | ----------------- | ----------------- | ---------------------------- | ------------- |
| 1  | 28.03. | GP von Katar          | Doha                 | Maverick Viñales  | Johann Zarco      | Francesco Bagnaia | Francesco Bagnaia | Maverick Viñales  | Maverick Viñales  | Monster Energy Yamaha MotoGP | Yamaha        |
| 2  | 04.04. | GP von Doha           | Doha                 | Fabio Quartararo  | Johann Zarco      | Jorge Martín      | Jorge Martín      | Francesco Bagnaia | Johann Zarco      | Monster Energy Yamaha MotoGP | Yamaha        |
| 3  | 18.04. | GP von Portugal       | Portimão             | Fabio Quartararo  | Francesco Bagnaia | Joan Mir          | Fabio Quartararo  | Álex Rins         | Fabio Quartararo  | Monster Energy Yamaha MotoGP | Yamaha        |
| 4  | 02.05. | GP von Spanien        | Jerez                | Jack Miller       | Francesco Bagnaia | Franco Morbidelli | Fabio Quartararo  | Fabio Quartararo  | Francesco Bagnaia | Monster Energy Yamaha MotoGP | Yamaha        |
| 5  | 16.05. | GP von Frankreich     | Le Mans              | Jack Miller       | Johann Zarco      | Fabio Quartararo  | Fabio Quartararo  | Fabio Quartararo  | Fabio Quartararo  | Ducati Lenovo Team           | Ducati        |
| 6  | 30.05. | GP von Italien        | Mugello              | Fabio Quartararo  | Miguel Oliveira   | Joan Mir          | Fabio Quartararo  | Johann Zarco      | Fabio Quartararo  | Monster Energy Yamaha MotoGP | Yamaha        |
| 7  | 06.06. | GP von Katalonien     | Montmeló             | Miguel Oliveira   | Johann Zarco      | Jack Miller       | Fabio Quartararo  | Johann Zarco      | Fabio Quartararo  | Monster Energy Yamaha MotoGP | Yamaha        |
| 8  | 20.06. | GP von Deutschland    | Hohenstein-Ernstthal | Marc Márquez      | Miguel Oliveira   | Fabio Quartararo  | Johann Zarco      | Miguel Oliveira   | Fabio Quartararo  | Monster Energy Yamaha MotoGP | Yamaha        |
| 9  | 27.06. | Dutch TT              | Assen                | Fabio Quartararo  | Maverick Viñales  | Joan Mir          | Maverick Viñales  | Fabio Quartararo  | Fabio Quartararo  | Monster Energy Yamaha MotoGP | Yamaha        |
| 10 | 08.08. | GP der Steiermark     | Spielberg            | Jorge Martín      | Joan Mir          | Fabio Quartararo  | Jorge Martín      | Joan Mir          | Fabio Quartararo  | Monster Energy Yamaha MotoGP | Yamaha        |
| 11 | 15.08. | GP von Österreich     | Spielberg            | Brad Binder       | Francesco Bagnaia | Jorge Martín      | Jorge Martín      | Fabio Quartararo  | Fabio Quartararo  | Monster Energy Yamaha MotoGP | Ducati        |
| 12 | 29.08. | GP von Großbritannien | Silverstone          | Fabio Quartararo  | Álex Rins         | Aleix Espargaró   | Pol Espargaró     | Fabio Quartararo  | Fabio Quartararo  | Monster Energy Yamaha MotoGP | Yamaha        |
| 13 | 12.09. | GP von Aragonien      | Alcañiz              | Francesco Bagnaia | Marc Márquez      | Joan Mir          | Francesco Bagnaia | Marc Márquez      | Fabio Quartararo  | Monster Energy Yamaha MotoGP | Ducati        |
| 14 | 19.09. | GP von San Marino     | Misano               | Francesco Bagnaia | Fabio Quartararo  | Enea Bastianini   | Francesco Bagnaia | Enea Bastianini   | Fabio Quartararo  | Monster Energy Yamaha MotoGP | Ducati        |
| 15 | 03.10. | GP of The Americas    | Austin               | Marc Márquez      | Fabio Quartararo  | Francesco Bagnaia | Francesco Bagnaia | Marc Márquez      | Fabio Quartararo  | Ducati Lenovo Team           | Ducati        |
| 16 | 24.10. | GP der Emilia-Romagna | Misano               | Marc Márquez      | Pol Espargaró     | Enea Bastianini   | Francesco Bagnaia | Francesco Bagnaia | Fabio Quartararo  | Monster Energy Yamaha MotoGP | Ducati        |
| 17 | 07.11. | GP der Algarve        | Portimão             | Francesco Bagnaia | Joan Mir          | Jack Miller       | Francesco Bagnaia | Francesco Bagnaia | Fabio Quartararo  | Ducati Lenovo Team           | Ducati        |
| 18 | 14.11. | GP von Valencia       | Valencia             | Francesco Bagnaia | Jorge Martín      | Jack Miller       | Jorge Martín      | Francesco Bagnaia | Fabio Quartararo  | Ducati Lenovo Team           | Ducati        |

### Fahrerwertung
| Pos. | Fahrer            | Maschine | QAT | DOH | POR | ESP | FRA | ITA | CAT | DEU | NED | STE | AUT | GBR | ARA | SMR | AME | EMI | ALG | VAL | Gesamt- punkte |
| ---- | ----------------- | -------- | --- | --- | --- | --- | --- | --- | --- | --- | --- | --- | --- | --- | --- | --- | --- | --- | --- | --- | -------------- |
| 1    | Fabio Quartararo  | Yamaha   | 5   | 1   | 1   | 13  | 3   | 1   | 6   | 3   | 1   | 3   | 7   | 1   | 8   | 2   | 2   | 4   | DNF | 5   | 278            |
| 2    | Francesco Bagnaia | Ducati   | 3   | 6   | 2   | 2   | 4   | DNF | 7   | 5   | 6   | 11  | 2   | 14  | 1   | 1   | 3   | DNF | 1   | 1   | 252            |
| 3    | Joan Mir          | Suzuki   | 4   | 7   | 3   | 5   | DNF | 3   | 4   | 9   | 3   | 2   | 4   | 9   | 3   | 6   | 8   | DNF | 2   | 4   | 208            |
| 4    | Jack Miller       | Ducati   | 9   | 9   | DNF | 1   | 1   | 6   | 3   | 6   | DNF | DNF | 11  | 4   | 5   | 5   | 7   | DNF | 3   | 3   | 181            |
| 5    | Johann Zarco      | Ducati   | 2   | 2   | DNF | 8   | 2   | 4   | 2   | 8   | 4   | 6   | DNF | 11  | 17  | 12  | DNF | 5   | 5   | 6   | 173            |
| 6    | Brad Binder       | KTM      | 14  | 8   | 5   | DNF | 13  | 5   | 8   | 4   | 12  | 4   | 1   | 6   | 7   | 9   | 9   | 11  | 10  | 7   | 151            |
| 7    | Marc Márquez      | Honda    | INJ | INJ | 7   | 9   | DNF | DNF | DNF | 1   | 7   | 8   | 15  | DNF | 2   | 4   | 1   | 1   | INJ | INJ | 142            |
| 8    | Aleix Espargaró   | Aprilia  | 7   | 10  | 6   | 6   | DNF | 7   | DNF | 7   | 8   | DNF | 10  | 3   | 4   | 8   | DNF | 7   | DNF | 9   | 120            |
| 9    | Jorge Martín      | Ducati   | 15  | 3   | DNS | INJ | INJ | INJ | 14  | 12  | DNF | 1   | 3   | DNF | 9   | DNF | 5   | DNF | 7   | 2   | 111            |
| 10   | Maverick Viñales  | Yamaha   | 1   | 5   | 11  | 7   | 10  | 8   | 5   | 19  | 2   | NC  | WD  |     |     |     |     |     |     |     | 106            |
| 10   | Maverick Viñales  | Aprilia  |     |     |     |     |     |     |     |     |     |     |     |     | 18  | 13  | DNS | 8   | 16  | 16  | 106            |
| 11   | Enea Bastianini   | Ducati   | 10  | 11  | 9   | DNF | 14  | DNF | 10  | 16  | 15  | 12  | DNF | 12  | 6   | 3   | 6   | 3   | 9   | 8   | 102            |
| 12   | Pol Espargaró     | Honda    | 8   | 13  | DNF | 10  | 8   | 12  | DNF | 10  | 10  | 16  | 16  | 5   | 13  | 7   | 10  | 2   | 6   | INJ | 100            |
| 13   | Álex Rins         | Suzuki   | 6   | 4   | DNF | 20  | DNF | DNF | INJ | 11  | 11  | 7   | 14  | 2   | 12  | DNF | 4   | 6   | 8   | DNF | 99             |
| 14   | Miguel Oliveira   | KTM      | 13  | 15  | 16  | 11  | DNF | 2   | 1   | 2   | 5   | DNF | DNF | 16  | 14  | 20  | 11  | DNF | DNF | 14  | 94             |
| 15   | Takaaki Nakagami  | Honda    | DNF | 17  | 10  | 4   | 7   | DNF | 13  | 13  | 9   | 5   | 13  | 13  | 10  | 10  | 17  | 15  | 11  | DNF | 76             |
| 16   | Álex Márquez      | Honda    | DNF | DNF | 8   | DNF | 6   | 14  | 11  | DNF | 14  | 9   | 9   | 8   | DNF | 15  | 12  | DNF | 4   | 13  | 70             |
| 17   | Franco Morbidelli | Yamaha   | 18  | 12  | 4   | 3   | 16  | 16  | 9   | 18  | INJ | INJ | INJ | INJ | INJ | 18  | 19  | 14  | 17  | 11  | 47             |
| 18   | Valentino Rossi   | Yamaha   | 12  | 16  | DNF | 16  | 11  | 10  | DNF | 14  | DNF | 13  | 8   | 18  | 19  | 17  | 15  | 10  | 13  | 10  | 44             |
| 19   | Luca Marini       | Ducati   | 16  | 18  | 12  | 15  | 12  | 17  | 12  | 15  | 18  | 14  | 5   | 15  | 20  | 19  | 14  | 9   | 12  | 17  | 41             |
| 20   | Iker Lecuona      | KTM      | 17  | DNF | 15  | 17  | 9   | 11  | DNF | 17  | DNF | 15  | 6   | 7   | 11  | DNF | 16  | DNF | DNF | 15  | 39             |
| 21   | Danilo Petrucci   | KTM      | DNF | 19  | 13  | 14  | 5   | 9   | DNF | DNF | 13  | 18  | 12  | 10  | 15  | 16  | 18  | DNF | DNF | 18  | 37             |
| 22   | Stefan Bradl      | Honda    | 11  | 14  |     | 12  |     |     |     |     |     |     |     |     |     | 14  |     |     | 15  |     | 13             |
| 23   | Andrea Dovizioso  | Yamaha   |     |     |     |     |     |     |     |     |     |     |     |     |     | 21  | 13  | 13  | 14  | 12  | 12             |
| 24   | Michele Pirro     | Ducati   |     |     |     |     |     | 13  |     |     |     |     |     |     |     | 11  |     | 12  |     |     | 8              |
| 25   | Dani Pedrosa      | KTM      |     |     |     |     |     |     |     |     |     | 10  |     |     |     |     |     |     |     |     | 6              |
| 26   | Lorenzo Savadori  | Aprilia  | 19  | 20  | 14  | 19  | DNF | 15  | 15  | DNF | 16  | DNS | INJ | DNS |     |     |     |     |     |     | 4              |
| 27   | Tito Rabat        | Ducati   |     |     |     | 18  | 15  |     |     |     |     |     |     |     |     |     |     |     |     |     | 1              |
| 28   | Cal Crutchlow     | Yamaha   |     |     |     |     |     |     |     |     |     | 17  | 17  | 17  | 16  |     |     |     |     |     | 0              |
| 29   | Garrett Gerloff   | Yamaha   |     |     |     |     |     |     |     |     | 17  |     |     |     |     |     |     |     |     |     | 0              |
| 30   | Jake Dixon        | Yamaha   |     |     |     |     |     |     |     |     |     |     |     | 19  | DNF |     |     |     |     |     | 0              |
| Pos. | Fahrer            | Maschine | QAT | DOH | POR | ESP | FRA | ITA | CAT | DEU | NED | STE | AUT | GBR | ARA | SMR | AME | EMI | ALG | VAL | Gesamt- punkte |

| Farbe         | Bedeutung                               |
| ------------- | --------------------------------------- |
| Gold          | Sieger                                  |
| Silber        | 2. Platz                                |
| Bronze        | 3. Platz                                |
| Grün          | Platzierung in den Punkten              |
| Blau          | Klassifiziert außerhalb der Punkteränge |
| Violett       | Rennen nicht beendet (DNF)              |
| Violett       | nicht klassifiziert (NC)                |
| Rot           | nicht qualifiziert (DNQ)                |
| Schwarz       | disqualifiziert (DSQ)                   |
| Weiß          | nicht am Start (DNS)                    |
| Weiß          | zurückgezogen (WD)                      |
| Weiß          | Rennen abgesagt (C)                     |
| ohne Farbe    | nicht am Training teilgenommen (DNP)    |
| ohne Farbe    | verletzt oder krank (INJ)               |
| ohne Farbe    | ausgeschlossen (EX)                     |
| ohne Farbe    | nicht erschienen (DNA)                  |
| fett          | Pole-Position                           |
| kursiv        | Schnellste Rennrunde                    |
| unterstrichen | WM-Führung                              |
| hochgestellt  | Platzierung im Sprintrennen             |

### Konstrukteurswertung
| Pos. | Konstrukteur | QAT | DOH | POR | ESP | FRA | ITA | CAT | DEU | NED | STE | AUT | GBR | ARA | SMR | AME | EMI | ALG | VAL | Gesamt- punkte |
| ---- | ------------ | --- | --- | --- | --- | --- | --- | --- | --- | --- | --- | --- | --- | --- | --- | --- | --- | --- | --- | -------------- |
| 1    | Ducati       | 2   | 2   | 2   | 1   | 1   | 4   | 2   | 5   | 4   | 1   | 2   | 4   | 1   | 1   | 3   | 3   | 1   | 1   | 357            |
| 2    | Yamaha       | 1   | 1   | 1   | 3   | 3   | 1   | 5   | 3   | 1   | 3   | 7   | 1   | 8   | 2   | 2   | 4   | 13  | 5   | 309            |
| 3    | Suzuki       | 4   | 4   | 3   | 5   | DNF | 3   | 4   | 9   | 3   | 2   | 4   | 2   | 3   | 6   | 4   | 6   | 2   | 4   | 240            |
| 4    | Honda        | 8   | 13  | 7   | 4   | 6   | 12  | 11  | 1   | 7   | 5   | 9   | 5   | 2   | 4   | 1   | 1   | 4   | 13  | 214            |
| 5    | KTM          | 13  | 8   | 5   | 11  | 5   | 2   | 1   | 2   | 5   | 4   | 1   | 6   | 7   | 9   | 9   | 11  | 10  | 7   | 205            |
| 6    | Aprilia      | 7   | 10  | 6   | 6   | DNF | 7   | 15  | 7   | 8   | DNF | 10  | 3   | 4   | 8   | DNF | 7   | DNF | 9   | 121            |

### Teamwertung
| Pos. | Team                         | QAT | DOH | POR | ESP | FRA | ITA | CAT | DEU | NED | STE | AUT | GBR | ARA | SMR | AME | EMI | ALG | VAL | Gesamt- punkte |
| ---- | ---------------------------- | --- | --- | --- | --- | --- | --- | --- | --- | --- | --- | --- | --- | --- | --- | --- | --- | --- | --- | -------------- |
| 1    | Ducati Lenovo Team           | 23  | 17  | 20  | 45  | 38  | 10  | 25  | 21  | 10  | 5   | 25  | 15  | 36  | 36  | 25  | 0   | 41  | 41  | 433            |
| 2    | Monster Energy Yamaha MotoGP | 36  | 36  | 30  | 12  | 22  | 33  | 21  | 16  | 45  | 16  | 7   | 25  | 8   | 20  | 20  | 15  | 0   | 16  | 380            |
| 3    | Team Suzuki Ecstar           | 23  | 22  | 16  | 11  | 0   | 16  | 13  | 12  | 21  | 29  | 15  | 27  | 20  | 10  | 21  | 10  | 28  | 13  | 307            |
| 4    | Pramac Racing                | 21  | 36  | 0   | 8   | 21  | 16  | 22  | 14  | 13  | 35  | 16  | 5   | 7   | 4   | 11  | 11  | 20  | 30  | 288            |
| 5    | Repsol Honda Team            | 13  | 5   | 9   | 13  | 8   | 4   | 0   | 31  | 15  | 8   | 1   | 10  | 23  | 22  | 31  | 45  | 11  | 0   | 250            |
| 6    | Red Bull KTM Racing Team     | 5   | 9   | 11  | 4   | 3   | 31  | 33  | 33  | 15  | 13  | 25  | 10  | 11  | 7   | 12  | 5   | 5   | 11  | 245            |
| 7    | LCR Honda                    | 0   | 0   | 14  | 13  | 19  | 2   | 8   | 3   | 9   | 18  | 10  | 11  | 6   | 7   | 4   | 1   | 18  | 3   | 146            |
| 8    | Esponsorama Racing           | 6   | 5   | 11  | 1   | 6   | 0   | 10  | 1   | 1   | 6   | 11  | 5   | 10  | 16  | 12  | 23  | 11  | 8   | 143            |
| 9    | Aprilia Racing Team Gresini  | 9   | 6   | 12  | 10  | 0   | 9   | 1   | 9   | 8   | 0   | 6   | 16  | 13  | 11  | 0   | 17  | 0   | 7   | 135            |
| 10   | Petronas Yamaha SRT          | 4   | 4   | 13  | 16  | 5   | 6   | 7   | 2   | 0   | 3   | 8   | 0   | 0   | 0   | 4   | 9   | 5   | 10  | 96             |
| 10   | Tech3 KTM Factory Racing     | 0   | 0   | 4   | 2   | 18  | 12  | 0   | 0   | 3   | 1   | 14  | 15  | 6   | 0   | 0   | 0   | 0   | 1   | 76             |

## Moto2-Klasse

### Teams und Fahrer
| Team                                                       | Hersteller | Maschine | Nr.    | Fahrer                | Läufe          |
| ---------------------------------------------------------- | ---------- | -------- | ------ | --------------------- | -------------- |
| Lightech Speed Up                                          | Boscoscuro | B-21     | 2      | Alonso López          | 5, 7, 9        |
| Lightech Speed Up                                          | Boscoscuro | B-21     | 5      | Yari Montella         | 1–4, 10–11, 14 |
| Lightech Speed Up                                          | Boscoscuro | B-21     | 9      | Jorge Navarro         | alle           |
| Lightech Speed Up                                          | Boscoscuro | B-21     | 54     | Fermín Aldeguer       | 6, 8, 12–18    |
| Solunion Aspar Team                                        | Boscoscuro | B-21     | 44     | Arón Canet            | alle           |
| Solunion Aspar Team                                        | Boscoscuro | B-21     | 75     | Albert Arenas         | alle           |
| American Racing                                            | Kalex      | Moto2    | 6      | Cameron Beaubier      | alle           |
| American Racing                                            | Kalex      | Moto2    | 42     | Marcos Ramírez        | alle           |
| Elf Marc VDS Racing Team                                   | Kalex      | Moto2    | 22     | Sam Lowes             | alle           |
| Elf Marc VDS Racing Team                                   | Kalex      | Moto2    | 37     | Augusto Fernández     | alle           |
| Federal Oil Gresini Moto2                                  | Kalex      | Moto2    | 11     | Nicolò Bulega         | alle           |
| Federal Oil Gresini Moto2                                  | Kalex      | Moto2    | 21     | Fabio Di Giannantonio | alle           |
| Flexbox HP40                                               | Kalex      | Moto2    | 2      | Alonso López          | 8              |
| Flexbox HP40                                               | Kalex      | Moto2    | 40     | Héctor Garzó          | 1–7, 9–18      |
| Flexbox HP40                                               | Kalex      | Moto2    | 62     | Stefano Manzi         | alle           |
| Idemitsu Honda Team Asia                                   | Kalex      | Moto2    | 35     | Somkiat Chantra       | alle           |
| Idemitsu Honda Team Asia                                   | Kalex      | Moto2    | 79     | Ai Ogura              | alle           |
| Italtrans Racing Team                                      | Kalex      | Moto2    | 16     | Joe Roberts           | alle           |
| Italtrans Racing Team                                      | Kalex      | Moto2    | 19     | Lorenzo Dalla Porta   | 1–14           |
| Liqui Moly Intact GP                                       | Kalex      | Moto2    | 14     | Tony Arbolino         | alle           |
| Liqui Moly Intact GP                                       | Kalex      | Moto2    | 23     | Marcel Schrötter      | alle           |
| Pertamina Mandalika SAG Team Pertamina Mandalika SAG Euvic | Kalex      | Moto2    | 12     | Thomas Lüthi          | alle           |
| Pertamina Mandalika SAG Team Pertamina Mandalika SAG Euvic | Kalex      | Moto2    | 29     | Taiga Hada            | 11             |
| Pertamina Mandalika SAG Team Pertamina Mandalika SAG Euvic | Kalex      | Moto2    | 64     | Bo Bendsneyder        | alle           |
| Pertamina Mandalika SAG Team Pertamina Mandalika SAG Euvic | Kalex      | Moto2    | 74     | Piotr Biesiekirski    | 7, 13, 18      |
| Petronas Sprinta Racing                                    | Kalex      | Moto2    | 17     | John McPhee           | 13             |
| Petronas Sprinta Racing                                    | Kalex      | Moto2    | 77     | Adam Norrodin         | 12             |
| Petronas Sprinta Racing                                    | Kalex      | Moto2    | 96     | Jake Dixon            | alle           |
| Petronas Sprinta Racing                                    | Kalex      | Moto2    | 97     | Xavi Vierge           | alle           |
| Promo Racing Team                                          | Kalex      | Moto2    | 18     | Xavier Cardelús       | 13             |
| Red Bull KTM Ajo                                           | Kalex      | Moto2    | 25     | Raúl Fernández        | alle           |
| Red Bull KTM Ajo                                           | Kalex      | Moto2    | 87     | Remy Gardner          | alle           |
| Sky Racing Team VR46 VR46 Master Camp                      | Kalex      | Moto2    | 13     | Celestino Vietti      | alle           |
| Sky Racing Team VR46 VR46 Master Camp                      | Kalex      | Moto2    | 72     | Marco Bezzecchi       | alle           |
| Sky Racing Team VR46 VR46 Master Camp                      | Kalex      | Moto2    | 81     | Keminth Kubo          | 7              |
| MV Agusta Forward Racing                                   | MV Agusta  | F2       | 7      | Lorenzo Baldassarri   | 1–8, 10–18     |
| MV Agusta Forward Racing                                   | MV Agusta  | F2       | 10     | Tommaso Marcon        | 2              |
| MV Agusta Forward Racing                                   | MV Agusta  | F2       | 10     | Tommaso Marcon        | 4–8            |
| MV Agusta Forward Racing                                   | MV Agusta  | F2       | 18, 81 | Manuel González       | 9, 13          |
| MV Agusta Forward Racing                                   | MV Agusta  | F2       | 24     | Simone Corsi          | 1, 4–18        |
| MV Agusta Forward Racing                                   | MV Agusta  | F2       | 77     | Miquel Pons           | 3              |
| NTS RW Racing GP                                           | NTS        | NH7      | 32     | Taiga Hada            | 4              |
| NTS RW Racing GP                                           | NTS        | NH7      | 55     | Hafizh Syahrin        | alle           |
| NTS RW Racing GP                                           | NTS        | NH7      | 70     | Barry Baltus          | 1, 5–18        |
| NTS RW Racing GP                                           | NTS        | NH7      | 89     | Fraser Rogers         | 3              |

| Legende         |
| --------------- |
| Stammfahrer     |
| Wildcard-Fahrer |
| Ersatzfahrer    |

### Rennergebnisse
| #  | Datum  | Rennen                | Strecke              | Platz 1               | Platz 2               | Platz 3               | Pole-Position   | Schn. Rennrunde   | Gesamtführung | Gesamtführung    | Gesamtführung |
| #  | Datum  | Rennen                | Strecke              | Platz 1               | Platz 2               | Platz 3               | Pole-Position   | Schn. Rennrunde   | Fahrer        | Team             | Konstrukteur  |
| -- | ------ | --------------------- | -------------------- | --------------------- | --------------------- | --------------------- | --------------- | ----------------- | ------------- | ---------------- | ------------- |
| 1  | 28.03. | GP von Katar          | Doha                 | Sam Lowes             | Remy Gardner          | Fabio Di Giannantonio | Sam Lowes       | Remy Gardner      | Sam Lowes     | Red Bull KTM Ajo | Kalex         |
| 2  | 04.04. | GP von Doha           | Doha                 | Sam Lowes             | Remy Gardner          | Raúl Fernández        | Sam Lowes       | Sam Lowes         | Sam Lowes     | Red Bull KTM Ajo | Kalex         |
| 3  | 18.04. | GP von Portugal       | Portimão             | Raúl Fernández        | Arón Canet            | Remy Gardner          | Sam Lowes       | Raúl Fernández    | Remy Gardner  | Red Bull KTM Ajo | Kalex         |
| 4  | 02.05. | GP von Spanien        | Jerez                | Fabio Di Giannantonio | Marco Bezzecchi       | Sam Lowes             | Remy Gardner    | Sam Lowes         | Remy Gardner  | Red Bull KTM Ajo | Kalex         |
| 5  | 16.05. | GP von Frankreich     | Le Mans              | Raúl Fernández        | Remy Gardner          | Marco Bezzecchi       | Raúl Fernández  | Remy Gardner      | Remy Gardner  | Red Bull KTM Ajo | Kalex         |
| 6  | 30.05. | GP von Italien        | Mugello              | Remy Gardner          | Raúl Fernández        | Marco Bezzecchi       | Raúl Fernández  | Sam Lowes         | Remy Gardner  | Red Bull KTM Ajo | Kalex         |
| 7  | 06.06. | GP von Katalonien     | Montmeló             | Remy Gardner          | Raúl Fernández        | Xavi Vierge           | Remy Gardner    | Raúl Fernández    | Remy Gardner  | Red Bull KTM Ajo | Kalex         |
| 8  | 20.06. | GP von Deutschland    | Hohenstein-Ernstthal | Remy Gardner          | Arón Canet            | Marco Bezzecchi       | Raúl Fernández  | Remy Gardner      | Remy Gardner  | Red Bull KTM Ajo | Kalex         |
| 9  | 27.06. | Dutch TT              | Assen                | Raúl Fernández        | Remy Gardner          | Augusto Fernández     | Raúl Fernández  | Raúl Fernández    | Remy Gardner  | Red Bull KTM Ajo | Kalex         |
| 10 | 08.08. | GP der Steiermark     | Spielberg            | Marco Bezzecchi       | Arón Canet            | Augusto Fernández     | Remy Gardner    | Ai Ogura          | Remy Gardner  | Red Bull KTM Ajo | Kalex         |
| 11 | 56.08. | GP von Österreich     | Spielberg            | Raúl Fernández        | Ai Ogura              | Augusto Fernández     | Sam Lowes       | Somkiat Chantra   | Remy Gardner  | Red Bull KTM Ajo | Kalex         |
| 12 | 29.08. | GP von Großbritannien | Silverstone          | Remy Gardner          | Marco Bezzecchi       | Jorge Navarro         | Marco Bezzecchi | Jorge Navarro     | Remy Gardner  | Red Bull KTM Ajo | Kalex         |
| 13 | 12.09. | GP von Aragonien      | Alcañiz              | Raúl Fernández        | Remy Gardner          | Augusto Fernández     | Sam Lowes       | Raúl Fernández    | Remy Gardner  | Red Bull KTM Ajo | Kalex         |
| 14 | 19.09. | GP von San Marino     | Misano               | Raúl Fernández        | Remy Gardner          | Arón Canet            | Raúl Fernández  | Raúl Fernández    | Remy Gardner  | Red Bull KTM Ajo | Kalex         |
| 15 | 03.10. | GP of The Americas    | Austin               | Raúl Fernández        | Fabio Di Giannantonio | Marco Bezzecchi       | Raúl Fernández  | Raúl Fernández    | Remy Gardner  | Red Bull KTM Ajo | Kalex         |
| 16 | 24.10. | GP der Emilia-Romagna | Misano               | Sam Lowes             | Augusto Fernández     | Arón Canet            | Sam Lowes       | Augusto Fernández | Remy Gardner  | Red Bull KTM Ajo | Kalex         |
| 17 | 07.11. | GP der Algarve        | Portimão             | Remy Gardner          | Raúl Fernández        | Sam Lowes             | Raúl Fernández  | Cameron Beaubier  | Remy Gardner  | Red Bull KTM Ajo | Kalex         |
| 18 | 14.11. | GP von Valencia       | Valencia             | Raúl Fernández        | Fabio Di Giannantonio | Augusto Fernández     | Simone Corsi    | Raúl Fernández    | Remy Gardner  | Red Bull KTM Ajo | Kalex         |

### Fahrerwertung
| Pos. | Fahrer                | Maschine   | QAT | DOH | POR | ESP | FRA | ITA | CAT | DEU | NED | STE | AUT | GBR | ARA | SMR | AME | EMI | ALG | VAL | Gesamt- punkte |
| ---- | --------------------- | ---------- | --- | --- | --- | --- | --- | --- | --- | --- | --- | --- | --- | --- | --- | --- | --- | --- | --- | --- | -------------- |
| 1    | Remy Gardner          | Kalex      | 2   | 2   | 3   | 4   | 2   | 1   | 1   | 1   | 2   | 4   | 7   | 1   | 2   | 2   | DNF | 7   | 1   | 10  | 311            |
| 2    | Raúl Fernández        | Kalex      | 5   | 3   | 1   | 5   | 1   | 2   | 2   | DNF | 1   | 7   | 1   | DNF | 1   | 1   | 1   | DNF | 2   | 1   | 307            |
| 3    | Marco Bezzecchi       | Kalex      | 4   | 4   | 6   | 2   | 3   | 3   | 4   | 3   | 5   | 1   | 10  | 2   | DNF | 5   | 3   | DNF | 8   | 20  | 214            |
| 4    | Sam Lowes             | Kalex      | 1   | 1   | DNF | 3   | DNF | DNF | 7   | 5   | 4   | 14  | 4   | 4   | DNF | 4   | DNF | 1   | 3   | 7   | 190            |
| 5    | Augusto Fernández     | Kalex      | 14  | 6   | 5   | DNF | DNF | DNF | 5   | DNF | 3   | 3   | 3   | 6   | 3   | 6   | 4   | 2   | 9   | 3   | 174            |
| 6    | Arón Canet            | Boscoscuro | 13  | DNF | 2   | 9   | DNF | 11  | DNF | 2   | DNF | 2   | 8   | 7   | 5   | 3   | 11  | 3   | 4   | 5   | 164            |
| 7    | Fabio Di Giannantonio | Kalex      | 3   | 10  | 11  | 1   | 8   | DNF | DNF | 4   | DNF | 13  | 12  | 5   | 6   | 9   | 2   | 8   | 11  | 2   | 161            |
| 8    | Ai Ogura              | Kalex      | 17  | 5   | DNF | 7   | 7   | 6   | DNF | DNF | 6   | 5   | 2   | 9   | 8   | 7   | 7   | 9   | DNF |     | 120            |
| 9    | Jorge Navarro         | Boscoscuro | 10  | 13  | 22  | 12  | 10  | DNF | 11  | 7   | 7   | 20  | DNF | 3   | 4   | 13  | 12  | 5   | 7   | 8   | 106            |
| 10   | Marcel Schrötter      | Kalex      | 8   | DNF | 10  | 10  | 6   | 5   | 8   | 6   | 9   | 10  | 23  | 13  | 11  | 12  | DNF | 15  | 10  | 9   | 98             |
| 11   | Xavi Vierge           | Kalex      | DNF | 9   | 7   | 6   | DNF | DNF | 3   | DNF | 8   | 9   | 14  | 8   | DNF | 8   | 8   | DNF | DNF | 6   | 93             |
| 12   | Celestino Vietti      | Kalex      | 12  | 7   | DNF | 18  | 19  | 16  | 14  | 15  | 10  | 6   | 6   | 12  | 15  | 10  | DNF | 4   | 6   | 4   | 89             |
| 13   | Joe Roberts           | Kalex      | 6   | DNF | 4   | 8   | DNF | 4   | 10  | DNF | DNF | DNF | 16  | 10  | 13  | 23  | 18  | DNF | 24  |     | 59             |
| 14   | Tony Arbolino         | Kalex      | 16  | 11  | 16  | 21  | 4   | 7   | 13  | 16  | DNF | 17  | 13  | 18  | 9   | 15  | 6   | DNF | 20  | 23  | 51             |
| 15   | Cameron Beaubier      | Kalex      | 11  | DNF | 9   | DNF | DNF | 8   | 19  | 10  | 16  | DNF | 20  | DNF | 14  | 21  | 5   | DNF | 5   | 21  | 50             |
| 16   | Bo Bendsneyder        | Kalex      | 9   | 12  | DNF | 14  | 5   | 15  | 6   | 13  | 15  | 23  | 17  | 15  | DNF | 25  | 15  | 12  | 15  | 25  | 46             |
| 17   | Marcos Ramírez        | Kalex      | DNF | WD  | 15  | 11  | 13  | DNF | DNF | 9   | 20  | 19  | DNF | 20  | 12  | 14  | 9   | 10  | 14  | 14  | 39             |
| 18   | Somkiat Chantra       | Kalex      | DNF | 19  | 21  | DNF | 12  | 18  | 9   | 18  | 11  | 8   | 5   | 17  | DNF | DNF | 14  | DNF | EX  | 19  | 37             |
| 19   | Stefano Manzi         | Kalex      | 19  | 8   | DNF | 13  | DNF | 10  | 24  | 20  | 13  | 18  | 24  | DNF | 18  | 16  | 19  | 6   | 13  | 13  | 36             |
| 20   | Jake Dixon            | Kalex      | 7   | DNF | DNF | DNS | 18  | 14  | 18  | 21  | 18  | 11  | 11  |     |     | 19  | 10  | 13  | DNF | 16  | 30             |
| 21   | Albert Arenas         | Boscoscuro | 21  | 15  | 13  | DNF | 14  | DNF | 12  | 8   | 12  | 15  | DNF | 19  | DNF | 22  | DNF | 11  | DNF | 22  | 28             |
| 22   | Thomas Lüthi          | Kalex      | 15  | DNF | 17  | 19  | DNF | DNS | 15  | 19  | 14  | 16  | 9   | 11  | DNF | 11  | DNF | 14  | 19  | 12  | 27             |
| 23   | Héctor Garzó          | Kalex      | DNF | 16  | 8   | DNF | DNF | 13  | DNF | INJ | DNS | DNF | 15  | DNF | DNF | 20  | DNF | DNF | 12  | DNF | 16             |
| 24   | Simone Corsi          | MV Agusta  | DNS | INJ | INJ | DNF | 9   | DNF | 16  | DNF | 21  | 25  | 19  | 22  | 10  | DNF | 13  | 19  | 17  | DNS | 16             |
| 25   | Fermín Aldeguer       | Boscoscuro |     |     |     |     |     | 12  |     | DNF |     |     |     | 16  | 7   |     | 21  | 16  | 16  | 17  | 13             |
| 26   | Nicolò Bulega         | Kalex      | 22  | 17  | DNF | DNF | 11  | DNS | 17  | 11  | 19  | 22  | 22  | 14  | DNF | 17  |     | 18  | 22  | 24  | 12             |
| 27   | Lorenzo Dalla Porta   | Kalex      | 18  | 14  | 12  | 16  | DSQ | DNF | DNF | DNF | DNF | 12  | DNF |     | DNF | DNF |     |     |     |     | 10             |
| 28   | Hafizh Syahrin        | NTS        | DNF | 21  | 18  | DNF | 15  | 9   | 20  | 17  | 23  | DNF | 18  | 21  | 19  | 18  | 20  |     | 18  | 15  | 9              |
| 29   | Tetsuta Nagashima     | Kalex      |     |     |     |     |     |     |     |     |     |     |     |     |     |     | 18  |     | 21  | 11  | 5              |
| 30   | Alonso López          | Boscoscuro |     |     |     |     | DNF |     | 21  |     | 17  |     |     |     |     |     |     |     |     |     | 4              |
| 30   | Alonso López          | Kalex      |     |     |     |     |     |     |     | 12  |     |     |     |     |     |     |     |     |     |     | 4              |
| 31   | Lorenzo Baldassarri   | MV Agusta  | DNF | 20  | 14  | 15  | 17  | DNF | 23  | DNF | INJ | 21  |     | DNF |     | 24  | 22  | 20  | DNF | DNS | 3              |
| 32   | Barry Baltus          | NTS        | DNS | INJ | INJ | INJ | 16  | 17  | 22  | 14  | 24  | DNF | DNF | 23  | 16  | DNF | 17  | 17  | 23  | 18  | 2              |
| 33   | Manuel González       | MV Agusta  |     |     |     |     |     |     |     |     | 22  |     |     |     | 17  |     |     |     |     |     | 0              |
| 34   | Yari Montella         | Boscoscuro | 20  | 18  | DNF | 20  | WD  | INJ | INJ | INJ | INJ | 24  | DNF |     |     | DNF |     |     |     |     | 0              |
| 35   | Tommaso Marcon        | MV Agusta  |     | DNF |     | 23  | 20  | 19  |     |     |     |     |     |     |     |     |     |     |     |     | 0              |
| 35   | Tommaso Marcon        | NTS        |     |     |     |     |     |     |     |     |     |     |     |     |     |     |     | DNF |     |     |                |
| 36   | Miquel Pons           | MV Agusta  |     |     | 19  |     |     |     |     |     |     |     |     |     |     |     |     |     |     |     | 0              |
| 37   | John McPhee           | Kalex      |     |     |     |     |     |     |     |     |     |     |     |     | 20  |     |     |     |     |     | 0              |
| 38   | Fraser Rogers         | NTS        |     |     | 20  |     |     |     |     |     |     |     |     |     |     |     |     |     |     |     | 0              |
| 39   | Taiga Hada            | NTS        |     |     |     | 22  |     |     |     |     |     |     |     |     |     |     |     |     |     |     | 0              |
| 39   | Taiga Hada            | Kalex      |     |     |     |     |     |     |     |     |     |     | 21  |     |     |     |     |     |     |     | 0              |
| 40   | Xavier Cardelús       |            |     |     |     |     |     |     |     |     |     |     |     |     | 21  |     |     |     |     |     | 0              |
| 41   | Piotr Biesiekirski    | Kalex      |     |     |     |     |     |     | 25  |     |     |     |     |     | DNF |     |     |     | 25  |     | 0              |
| 42   | Keminth Kubo          | Kalex      |     |     |     |     |     |     | 26  |     |     |     |     |     |     |     |     |     |     |     | 0              |
| 43   | Adam Norrodin         |            |     |     |     |     |     |     |     |     |     |     |     | DNF |     |     |     |     |     |     | 0              |
| 43   | Dimas Ekky Pratama    | Kalex      |     |     |     |     |     |     |     |     |     |     |     |     |     |     |     |     |     | DNF | 0              |
| Pos. | Fahrer                | Maschine   | QAT | DOH | POR | ESP | FRA | ITA | CAT | DEU | NED | STE | AUT | GBR | ARA | SMR | AME | EMI | ALG | VAL | Gesamtpunkte   |

| Farbe         | Bedeutung                               |
| ------------- | --------------------------------------- |
| Gold          | Sieger                                  |
| Silber        | 2. Platz                                |
| Bronze        | 3. Platz                                |
| Grün          | Platzierung in den Punkten              |
| Blau          | Klassifiziert außerhalb der Punkteränge |
| Violett       | Rennen nicht beendet (DNF)              |
| Violett       | nicht klassifiziert (NC)                |
| Rot           | nicht qualifiziert (DNQ)                |
| Schwarz       | disqualifiziert (DSQ)                   |
| Weiß          | nicht am Start (DNS)                    |
| Weiß          | zurückgezogen (WD)                      |
| Weiß          | Rennen abgesagt (C)                     |
| ohne Farbe    | nicht am Training teilgenommen (DNP)    |
| ohne Farbe    | verletzt oder krank (INJ)               |
| ohne Farbe    | ausgeschlossen (EX)                     |
| ohne Farbe    | nicht erschienen (DNA)                  |
| fett          | Pole-Position                           |
| kursiv        | Schnellste Rennrunde                    |
| unterstrichen | WM-Führung                              |
| hochgestellt  | Platzierung im Sprintrennen             |

### Konstrukteurswertung
| Pos. | Konstrukteur | QAT | DOH | POR | ESP | FRA | ITA | CAT | DEU | NED | STE | AUT | GBR | ARA | SMR | AME | EMI | ALG | VAL | Gesamt- punkte |
| ---- | ------------ | --- | --- | --- | --- | --- | --- | --- | --- | --- | --- | --- | --- | --- | --- | --- | --- | --- | --- | -------------- |
| 1    | Kalex        | 1   | 1   | 1   | 1   | 1   | 1   | 1   | 1   | 1   | 1   | 1   | 1   | 1   | 1   | 1   | 1   | 1   | 1   | 450            |
| 2    | Boscoscuro   | 10  | 13  | 2   | 9   | 10  | 11  | 11  | 2   | 7   | 2   | 8   | 3   | 4   | 3   | 11  | 3   | 4   | 5   | 199            |
| 3    | MV Agusta    | DNF | 20  | 14  | 15  | 9   | 19  | 16  | DNF | 21  | 21  | 19  | 22  | 10  | 24  | 13  | 19  | 17  | DNS | 19             |
| 4    | NTS          | DNF | 21  | 18  | 22  | 15  | 9   | 20  | 14  | 23  | DNF | 21  | 21  | 16  | 18  | 17  | 17  | 18  | 15  | 11             |

### Teamwertung
| Pos. | Team                         | QAT | DOH | POR | ESP | FRA | ITA | CAT | DEU | NED | STE | AUT | GBR | ARA | SMR | AME | EMI | ALG | VAL | Gesamt- punkte |
| ---- | ---------------------------- | --- | --- | --- | --- | --- | --- | --- | --- | --- | --- | --- | --- | --- | --- | --- | --- | --- | --- | -------------- |
| 1    | Red Bull KTM Ajo             | 31  | 36  | 41  | 24  | 45  | 45  | 45  | 25  | 45  | 22  | 34  | 25  | 45  | 45  | 25  | 9   | 45  | 31  | 618            |
| 2    | Elf Marc VDS Racing Team     | 27  | 35  | 11  | 16  | 0   | 0   | 20  | 11  | 29  | 18  | 29  | 23  | 16  | 23  | 13  | 45  | 23  | 25  | 364            |
| 3    | Sky Racing Team VR46         | 17  | 22  | 10  | 20  | 16  | 16  | 15  | 17  | 17  | 35  | 16  | 24  | 1   | 17  | 16  | 13  | 18  | 13  | 303            |
| 4    | Solunion Aspar Team          | 3   | 1   | 23  | 7   | 2   | 5   | 4   | 28  | 4   | 21  | 8   | 9   | 11  | 16  | 5   | 21  | 13  | 11  | 192            |
| 5    | Federal Oil Gresini Moto2    | 16  | 6   | 5   | 25  | 13  | 0   | 0   | 18  | 0   | 3   | 4   | 13  | 10  | 7   | 20  | 8   | 5   | 20  | 173            |
| 6    | Idemitsu Honda Team Asia     | 0   | 11  | 0   | 9   | 13  | 10  | 7   | 0   | 15  | 19  | 31  | 7   | 8   | 9   | 11  | 7   | 0   | 0   | 157            |
| 7    | Liqui Moly Intact GP         | 8   | 5   | 6   | 6   | 23  | 20  | 11  | 10  | 7   | 6   | 3   | 3   | 12  | 5   | 10  | 1   | 6   | 7   | 149            |
| 8    | Petronas Racing Team         | 9   | 7   | 9   | 10  | 0   | 2   | 16  | 0   | 8   | 12  | 7   | 8   | 0   | 8   | 14  | 3   | 0   | 10  | 123            |
| 9    | Lightech Speed Up            | 6   | 3   | 0   | 4   | 6   | 4   | 5   | 9   | 9   | 0   | 0   | 16  | 22  | 3   | 4   | 11  | 9   | 8   | 119            |
| 10   | American Racing              | 5   | 0   | 8   | 5   | 3   | 8   | 0   | 13  | 0   | 0   | 0   | 0   | 6   | 2   | 18  | 6   | 13  | 2   | 89             |
| 11   | Italtrans Racing Team        | 10  | 2   | 17  | 8   | 0   | 13  | 6   | 0   | 0   | 4   | 0   | 6   | 3   | 0   | 0   | 0   | 0   | 5   | 74             |
| 12   | Pertamina Mandalika SAG Team | 8   | 4   | 0   | 2   | 11  | 1   | 11  | 3   | 3   | 0   | 7   | 6   | 0   | 5   | 1   | 6   | 1   | 4   | 73             |
| 13   | Flexbox HP40                 | 0   | 8   | 8   | 3   | 0   | 9   | 0   | 4   | 3   | 0   | 1   | 0   | 0   | 0   | 0   | 10  | 7   | 3   | 56             |
| 14   | MV Agusta Forward Racing     | 0   | 0   | 2   | 1   | 7   | 0   | 0   | 0   | 0   | 0   | 0   | 0   | 6   | 0   | 6   | 0   | 0   | 0   | 19             |
| 15   | NTS RW Racing GP             | 0   | 0   | 0   | 0   | 1   | 7   | 0   | 2   | 0   | 0   | 0   | 0   | 0   | 0   | 0   | 0   | 0   | 1   | 11             |

## Moto3-Klasse

### Teams und Fahrer
| Team                                      | Hersteller | Maschine | Nr. | Fahrer             | Läufe       |
| ----------------------------------------- | ---------- | -------- | --- | ------------------ | ----------- |
| Solunion GasGas Aspar                     | GasGas     | RC250GP  | 11  | Sergio García      | 1–15, 17–18 |
| Solunion GasGas Aspar                     | GasGas     | RC250GP  | 28  | Izan Guevara       | alle        |
| Solunion GasGas Aspar                     | GasGas     | RC250GP  | 80  | David Alonso       | 16          |
| Honda Team Asia                           | Honda      | NSF250RW | 19  | Andi Farid Izdihar | 1–11, 13–18 |
| Honda Team Asia                           | Honda      | NSF250RW | 32  | Takuma Matsuyama   | 5, 7, 9     |
| Honda Team Asia                           | Honda      | NSF250RW | 32  | Takuma Matsuyama   | 6           |
| Honda Team Asia                           | Honda      | NSF250RW | 64  | Mario Aji          | 16          |
| Honda Team Asia                           | Honda      | NSF250RW | 92  | Yuki Kunii         | 1–5, 7–18   |
| Indonesian Racing Team Gresini Moto3      | Honda      | NSF250RW | 2   | Gabriel Rodrigo    | 1–14, 17    |
| Indonesian Racing Team Gresini Moto3      | Honda      | NSF250RW | 52  | Jeremy Alcoba      | alle        |
| Indonesian Racing Team Gresini Moto3      | Honda      | NSF250RW | 95  | José Antonio Rueda | 18          |
| Leopard Racing Leopard Impala Junior Team | Honda      | NSF250RW | 7   | Dennis Foggia      | alle        |
| Leopard Racing Leopard Impala Junior Team | Honda      | NSF250RW | 43  | Xavier Artigas     | 1–10, 12–18 |
| Petronas Sprinta Racing                   | Honda      | NSF250RW | 17  | John McPhee        | 1–12, 14–18 |
| Petronas Sprinta Racing                   | Honda      | NSF250RW | 40  | Darryn Binder      | alle        |
| Petronas Sprinta Racing                   | Honda      | NSF250RW | 63  | Syarifuddin Azman  | 13          |
| Rivacold Snipers Team                     | Honda      | NSF250RW | 12  | Filip Salač        | 1–8         |
| Rivacold Snipers Team                     | Honda      | NSF250RW | 16  | Andrea Migno       | alle        |
| Rivacold Snipers Team                     | Honda      | NSF250RW | 38  | David Salvador     | 10–11       |
| Rivacold Snipers Team                     | Honda      | NSF250RW | 67  | Alberto Surra      | 9, 12–18    |
| SIC58 Squadra Corse                       | Honda      | NSF250RW | 20  | Lorenzo Fellon     | alle        |
| SIC58 Squadra Corse                       | Honda      | NSF250RW | 24  | Tatsuki Suzuki     | alle        |
| Sterilgarda Max Racing Team               | Husqvarna  | FR250GP  | 31  | Adrián Fernández   | alle        |
| Sterilgarda Max Racing Team               | Husqvarna  | FR250GP  | 55  | Romano Fenati      | alle        |
| Avintia VR46 Avintia Esponsorama Moto3    | KTM        | RC250GP  | 22  | Elia Bartolini     | 7–9, 11     |
| Avintia VR46 Avintia Esponsorama Moto3    | KTM        | RC250GP  | 23  | Niccolò Antonelli  | 1–10, 12–18 |
| Avintia VR46 Avintia Esponsorama Moto3    | KTM        | RC250GP  | 99  | Carlos Tatay       | 1–6, 10–18  |
| BOE Owlride                               | KTM        | RC250GP  | 54  | Riccardo Rossi     | 1–16        |
| BOE Owlride                               | KTM        | RC250GP  | 82  | Stefano Nepa       | alle        |
| CarXpert Prüstel GP                       | KTM        | RC250GP  | 6   | Ryusei Yamanaka    | alle        |
| CarXpert Prüstel GP                       | KTM        | RC250GP  | 12  | Filip Salač        | 10–18       |
| CarXpert Prüstel GP                       | KTM        | RC250GP  | 50  | Jason Dupasquier   | 1–6         |
| CIP Green Power                           | KTM        | RC250GP  | 27  | Kaito Toba         | alle        |
| CIP Green Power                           | KTM        | RC250GP  | 66  | Joel Kelso         | 8–9, 17–18  |
| CIP Green Power                           | KTM        | RC250GP  | 73  | Maximilian Kofler  | 1–7, 10–16  |
| CIP Green Power                           | KTM        | RC250GP  | 96  | Daniel Holgado     | 7           |
| Red Bull KTM Ajo                          | KTM        | RC250GP  | 5   | Jaume Masiá        | alle        |
| Red Bull KTM Ajo                          | KTM        | RC250GP  | 37  | Pedro Acosta       | alle        |
| Red Bull KTM Tech3                        | KTM        | RC250GP  | 53  | Deniz Öncü         | 1–15, 18    |
| Red Bull KTM Tech3                        | KTM        | RC250GP  | 71  | Ayumu Sasaki       | 1–7, 10–18  |
| Red Bull KTM Tech3                        | KTM        | RC250GP  | 96  | Daniel Holgado     | 16–17       |
| Team Bardahl VR46 Riders Academy          | KTM        | RC250GP  | 22  | Elia Bartolini     | 6, 14       |
| Team Bardahl VR46 Riders Academy          | KTM        | RC250GP  | 67  | Alberto Surra      | 6           |
| Team Bardahl VR46 Riders Academy          | KTM        | RC250GP  | 18  | Matteo Bertelle    | 14          |

| Legende         |
| --------------- |
| Stammfahrer     |
| Wildcard-Fahrer |
| Ersatzfahrer    |

### Rennergebnisse
| #  | Datum  | Rennen                | Strecke              | Platz 1        | Platz 2           | Platz 3           | Pole-Position     | Schn. Rennrunde | Gesamtführung | Gesamtführung    | Gesamtführung |
| #  | Datum  | Rennen                | Strecke              | Platz 1        | Platz 2           | Platz 3           | Pole-Position     | Schn. Rennrunde | Fahrer        | Team             | Konstrukteur  |
| -- | ------ | --------------------- | -------------------- | -------------- | ----------------- | ----------------- | ----------------- | --------------- | ------------- | ---------------- | ------------- |
| 1  | 28.03. | GP von Katar          | Doha                 | Jaume Masiá    | Pedro Acosta      | Darryn Binder     | Darryn Binder     | Xavier Artigas  | Jaume Masiá   | Red Bull KTM Ajo | KTM           |
| 2  | 04.04. | GP von Doha           | Doha                 | Pedro Acosta   | Darryn Binder     | Niccolò Antonelli | Jaume Masiá       | Stefano Nepa    | Pedro Acosta  | Red Bull KTM Ajo | KTM           |
| 3  | 18.04. | GP von Portugal       | Portimão             | Pedro Acosta   | Dennis Foggia     | Andrea Migno      | Andrea Migno      | Gabriel Rodrigo | Pedro Acosta  | Red Bull KTM Ajo | KTM           |
| 4  | 02.05. | GP von Spanien        | Jerez                | Pedro Acosta   | Romano Fenati     | Jeremy Alcoba     | Tatsuki Suzuki    | Izan Guevara    | Pedro Acosta  | Red Bull KTM Ajo | KTM           |
| 5  | 16.05. | GP von Frankreich     | Le Mans              | Sergio García  | Filip Salač       | Riccardo Rossi    | Andrea Migno      | Riccardo Rossi  | Pedro Acosta  | Red Bull KTM Ajo | KTM           |
| 6  | 30.05. | GP von Italien        | Mugello              | Dennis Foggia  | Jaume Masiá       | Gabriel Rodrigo   | Tatsuki Suzuki    | Sergio García   | Pedro Acosta  | Red Bull KTM Ajo | KTM           |
| 7  | 06.06. | GP von Katalonien     | Montmeló             | Sergio García  | Jeremy Alcoba     | Deniz Öncü        | Gabriel Rodrigo   | Darryn Binder   | Pedro Acosta  | Red Bull KTM Ajo | KTM           |
| 8  | 20.06. | GP von Deutschland    | Hohenstein-Ernstthal | Pedro Acosta   | Kaito Toba        | Dennis Foggia     | Filip Salač       | Jaume Masiá     | Pedro Acosta  | Red Bull KTM Ajo | KTM           |
| 9  | 27.06. | Dutch TT              | Assen                | Dennis Foggia  | Sergio García     | Romano Fenati     | Jeremy Alcoba     | Pedro Acosta    | Pedro Acosta  | Red Bull KTM Ajo | KTM           |
| 10 | 08.08. | GP der Steiermark     | Spielberg            | Pedro Acosta   | Sergio García     | Romano Fenati     | Deniz Öncü        | Darryn Binder   | Pedro Acosta  | Red Bull KTM Ajo | KTM           |
| 11 | 15.08. | GP von Österreich     | Spielberg            | Sergio García  | Deniz Öncü        | Dennis Foggia     | Romano Fenati     | Izan Guevara    | Pedro Acosta  | Red Bull KTM Ajo | KTM           |
| 12 | 29.08. | GP von Großbritannien | Silverstone          | Romano Fenati  | Niccolò Antonelli | Dennis Foggia     | Romano Fenati     | Izan Guevara    | Pedro Acosta  | Red Bull KTM Ajo | KTM           |
| 13 | 12.09. | GP von Aragonien      | Alcañiz              | Dennis Foggia  | Deniz Öncü        | Ayumu Sasaki      | Darryn Binder     | Izan Guevara    | Pedro Acosta  | Red Bull KTM Ajo | KTM           |
| 14 | 19.09. | GP von San Marino     | Misano               | Dennis Foggia  | Niccolò Antonelli | Andrea Migno      | Romano Fenati     | Romano Fenati   | Pedro Acosta  | Red Bull KTM Ajo | KTM           |
| 15 | 03.10. | GP of The Americas    | Austin               | Izan Guevara   | Dennis Foggia     | John McPhee       | Jaume Masiá       | Tatsuki Suzuki  | Pedro Acosta  | Red Bull KTM Ajo | KTM           |
| 16 | 24.10. | GP der Emilia-Romagna | Misano               | Dennis Foggia  | Jaume Masiá       | Pedro Acosta      | Niccolò Antonelli | Andrea Migno    | Pedro Acosta  | Red Bull KTM Ajo | KTM           |
| 17 | 07.11. | GP der Algarve        | Portimão             | Pedro Acosta   | Andrea Migno      | Niccolò Antonelli | Sergio García     | Jaume Masiá     | Pedro Acosta  | Red Bull KTM Ajo | KTM           |
| 18 | 14.11. | GP von Valencia       | Valencia             | Xavier Artigas | Sergio García     | Jaume Masiá       | Pedro Acosta      | Xavier Artigas  | Pedro Acosta  | Red Bull KTM Ajo | KTM           |

### Fahrerwertung
| Pos. | Fahrer               | Maschine  | QAT | DOH | POR | ESP | FRA | ITA | CAT | DEU | NED | STE | AUT | GBR | ARA | SMR | AME | EMI | ALG | VAL | Gesamt- punkte |
| ---- | -------------------- | --------- | --- | --- | --- | --- | --- | --- | --- | --- | --- | --- | --- | --- | --- | --- | --- | --- | --- | --- | -------------- |
| 1    | Pedro Acosta         | KTM       | 2   | 1   | 1   | 1   | 8   | 8   | 7   | 1   | 4   | 1   | 4   | 11  | DNF | 7   | 8   | 3   | 1   | DNF | 259            |
| 2    | Dennis Foggia        | Honda     | DNF | 17  | 2   | DNF | 18  | 1   | DNF | 3   | 1   | 22  | 3   | 3   | 1   | 1   | 2   | 1   | DNF | 13  | 216            |
| 3    | Sergio García        | GasGas    | 4   | 23  | 8   | 13  | 1   | 9   | 1   | 7   | 2   | 2   | 1   | 16  | 18  | 4   | INJ | INJ | DNF | 2   | 188            |
| 4    | Jaume Masiá          | KTM       | 1   | 9   | 9   | 21  | DNF | 2   | 4   | DNF | 20  | 4   | 6   | 6   | 10  | 5   | 4   | 2   | 19  | 3   | 188            |
| 5    | Romano Fenati        | Husqvarna | 11  | 10  | 7   | 2   | 10  | 6   | 11  | 13  | 3   | 3   | 5   | 1   | 14  | DNF | 12  | 7   | 7   | 12  | 160            |
| 6    | Niccolò Antonelli    | KTM       | 6   | 3   | 6   | 8   | DNF | 13  | 8   | 6   | 14  | DNS |     | 2   | 5   | 2   | 15  | 6   | 3   | 9   | 152            |
| 7    | Darryn Binder        | Honda     | 3   | 2   | 20  | 22  | 20  | 5   | 5   | 14  | 7   | 6   | 9   | 7   | 7   | 6   | 7   | 4   | DNF | DNF | 136            |
| 8    | Izan Guevara         | GasGas    | 7   | 6   | 24  | 11  | 14  | 17  | DNF | 10  | 12  | 14  | 8   | 4   | 4   | 12  | 1   | 12  | 5   | 7   | 125            |
| 9    | Ayumu Sasaki         | KTM       | DNF | 7   | 4   | 5   | 5   | 4   | DNF | INJ | INJ | 5   | DNF | 13  | 3   | 10  | 13  | 8   | 6   | 10  | 120            |
| 10   | Andrea Migno         | Honda     | DNF | 4   | 3   | 4   | 11  | DNF | DNF | 5   | DNF | 17  | DNF | DNF | 6   | 3   | 10  | DNF | 2   | 18  | 110            |
| 11   | Deniz Öncü           | KTM       | 20  | 18  | 15  | 20  | 9   | DNF | 3   | 16  | 15  | 21  | 2   | 8   | 2   | 21  | 5   | EX  | EX  | 5   | 95             |
| 12   | Jeremy Alcoba        | Honda     | DNF | DNF | 14  | 3   | 22  | 15  | 2   | 4   | 10  | 18  | 14  | 21  | DNF | 16  | 6   | 14  | 4   | 15  | 86             |
| 13   | John McPhee          | Honda     | DNF | DNF | 23  | DNF | 4   | 7   | DNF | 11  | 6   | 13  | 7   | 12  |     | 13  | 3   | DNF | DNF | 11  | 77             |
| 14   | Tatsuki Suzuki       | Honda     | 8   | 12  | DNF | DNF | DNF | 10  | DNF | 8   | 5   | 15  | 11  | 5   | 9   | 15  | 9   | DNF | 9   | DNF | 76             |
| 15   | Xavier Artigas       | Honda     | DNF | DNF | DNF | 9   | 7   | 16  | DNF | 9   | 9   |     |     | 18  | DNF | DNF | 14  | 9   | 8   | 1   | 72             |
| 16   | Filip Salač          | Honda     | 13  | DNF | 13  | 12  | 2   | 11  | DNF | DNF |     |     |     |     |     |     |     |     |     |     | 71             |
| 16   | Filip Salač          | KTM       |     |     |     |     |     |     |     |     |     | 11  | 12  | 14  | DNF | DNF | DNF | 10  | 10  | 4   | 71             |
| 17   | Kaito Toba           | KTM       | 9   | 5   | NC  | 16  | 21  | 12  | 9   | 2   | 13  | 12  | 10  | DNF | 16  | 14  | 23  | 17  | DNF | 17  | 64             |
| 18   | Stefano Nepa         | KTM       | 18  | 16  | 11  | 15  | 17  | 14  | 10  | DNF | 11  | 19  | 13  | 17  | 8   | 9   | 11  | 5   | 16  | 6   | 63             |
| 19   | Gabriel Rodrigo      | Honda     | 5   | 13  | 5   | DNF | DNF | 3   | 6   | DNF | 8   | 20  | 20  | 15  | DNF | INJ | INJ | INJ | INJ | INJ | 60             |
| 20   | Ryusei Yamanaka      | KTM       | 14  | 8   | 10  | 10  | 12  | DNS | 14  | 18  | 17  | 7   |     | 23  | 11  | 17  | 22  | 11  | 21  | 19  | 47             |
| 21   | Carlos Tatay         | KTM       | 12  | 21  | 17  | 6   | DNF | DNF | INJ | INJ | INJ | DNS | 16  | 10  | DNF | 8   | 18  | DNF | 12  | 8   | 40             |
| 22   | Adrián Fernández     | Husqvarna | 17  | DNF | DNF | 24  | 6   | DNF | DNF | DNF | DNF | 10  | DNF | 19  | 12  | 20  | 21  | 13  | 11  | 14  | 30             |
| 23   | Riccardo Rossi       | KTM       | DNF | 19  | 19  | 17  | 3   | 18  | DNS | DNF | 18  | 23  | 19  | 9   | 15  | 11  | 20  | DNF | 18  | 16  | 29             |
| 24   | Jason Dupasquier (†) | KTM       | 10  | 11  | 12  | 7   | 13  | DNS |     |     |     |     |     |     |     |     |     |     |     |     | 27             |
| 25   | Yuki Kunii           | Honda     | 16  | 15  | 16  | 14  | DNS | INJ | 12  | DNF | 23  | 8   | 11  | 24  | 17  | DSQ | 25  | DNF | 20  | DNF | 15             |
| 26   | Maximilian Kofler    | KTM       | 15  | 14  | 21  | 19  | 16  | DNF | INJ | INJ | INJ | 9   | 22  | 25  | 19  | 22  | 17  | 18  |     |     | 10             |
| 27   | Elia Bartolini       | KTM       |     |     |     |     |     | 20  | 13  | 12  | 16  |     | 23  |     |     | DNF |     |     |     |     | 7              |
| 28   | Daniel Holgado       | KTM       |     |     |     |     |     |     | 15  |     |     |     |     |     |     |     |     | 20  | 13  |     | 4              |
| 29   | Andi Farid Izdihar   | Honda     | 21  | 22  | 18  | 18  | 15  | 21  | 17  | 15  | 24  | DNF | 15  |     | 20  | 24  | 24  | 15  | 22  |     | 4              |
| 30   | Syarifuddin Azman    | Honda     |     |     |     |     |     |     |     |     |     |     |     |     | 13  |     |     |     |     |     | 3              |
| 31   | Joel Kelso           | KTM       |     |     |     |     |     |     |     | 17  | 22  |     |     |     |     |     |     |     | 14  | DNF | 2              |
| 32   | Alberto Surra        | KTM       |     |     |     |     |     | DNF |     |     |     |     |     |     |     |     |     |     |     |     | 1              |
| 32   | Alberto Surra        | KTM       |     |     |     |     |     |     |     |     |     |     |     |     |     | 18  |     |     |     |     | 1              |
| 32   | Alberto Surra        | Honda     |     |     |     |     |     |     |     |     | 19  |     |     | 20  | 21  | 23  | 19  | 16  | 15  | DNF | 1              |
| 33   | Lorenzo Fellon       | Honda     | 19  | 20  | 22  | 23  | 19  | 19  | 16  | DNF | 21  | 16  | 17  | 22  | DNF | 19  | 16  | 19  | 17  | DNF | 0              |
| 34   | Takuma Matsuyama     | Honda     |     |     |     |     | DNF | 22  | 18  |     | 25  |     |     |     |     |     |     |     |     |     | 0              |
| 35   | Matteo Bertelle      | KTM       |     |     |     |     |     |     |     |     |     |     |     |     |     | 18  |     |     |     |     | 0              |
| 36   | Mario Aji            | Honda     |     |     |     |     |     |     |     |     |     |     |     |     |     |     |     | 21  |     |     | 0              |
| 37   | David Salvador       | Honda     |     |     |     |     |     |     |     |     |     | DNF | 21  |     |     |     |     |     |     |     | 0              |
| 38   | David Alonso         | Honda     |     |     |     |     |     |     |     |     |     |     |     |     |     |     |     | 22  |     |     | 0              |
| 39   | José Antonio Rueda   | Honda     |     |     |     |     |     |     |     |     |     |     |     |     |     |     |     |     |     | DNF | 0              |
| Pos. | Fahrer               | Maschine  | QAT | DOH | POR | ESP | FRA | ITA | CAT | DEU | NED | STE | AUT | GBR | ARA | SMR | AME | EMI | ALG | VAL | Gesamt- punkte |

| Farbe         | Bedeutung                               |
| ------------- | --------------------------------------- |
| Gold          | Sieger                                  |
| Silber        | 2. Platz                                |
| Bronze        | 3. Platz                                |
| Grün          | Platzierung in den Punkten              |
| Blau          | Klassifiziert außerhalb der Punkteränge |
| Violett       | Rennen nicht beendet (DNF)              |
| Violett       | nicht klassifiziert (NC)                |
| Rot           | nicht qualifiziert (DNQ)                |
| Schwarz       | disqualifiziert (DSQ)                   |
| Weiß          | nicht am Start (DNS)                    |
| Weiß          | zurückgezogen (WD)                      |
| Weiß          | Rennen abgesagt (C)                     |
| ohne Farbe    | nicht am Training teilgenommen (DNP)    |
| ohne Farbe    | verletzt oder krank (INJ)               |
| ohne Farbe    | ausgeschlossen (EX)                     |
| ohne Farbe    | nicht erschienen (DNA)                  |
| fett          | Pole-Position                           |
| kursiv        | Schnellste Rennrunde                    |
| unterstrichen | WM-Führung                              |
| hochgestellt  | Platzierung im Sprintrennen             |

### Konstrukteurswertung
| Pos. | Konstrukteur | QAT | DOH | POR | ESP | FRA | ITA | CAT | DEU | NED | STE | AUT | GBR | ARA | SMR | AME | EMI | ALG | VAL | Gesamt- punkte |
| ---- | ------------ | --- | --- | --- | --- | --- | --- | --- | --- | --- | --- | --- | --- | --- | --- | --- | --- | --- | --- | -------------- |
| 1    | KTM          | 1   | 1   | 1   | 1   | 3   | 2   | 3   | 1   | 4   | 1   | 2   | 2   | 2   | 2   | 4   | 2   | 1   | 3   | 369            |
| 2    | Honda        | 3   | 2   | 2   | 3   | 2   | 1   | 2   | 3   | 1   | 6   | 3   | 3   | 1   | 1   | 2   | 1   | 2   | 1   | 360            |
| 3    | GasGas       | 4   | 6   | 8   | 11  | 1   | 9   | 1   | 7   | 2   | 2   | 1   | 4   | 4   | 4   | 1   | 12  | 5   | 2   | 266            |
| 4    | Husqvarna    | 11  | 10  | 7   | 2   | 6   | 6   | 11  | 13  | 3   | 3   | 5   | 1   | 12  | 20  | 12  | 7   | 7   | 12  | 166            |

### Teamwertung
| Pos. | Team                                 | QAT | DOH | POR | ESP | FRA | ITA | CAT | DEU | NED | STE | AUT | GBR | ARA | SMR | AME | EMI | ALG | VAL | Gesamt- punkte |
| ---- | ------------------------------------ | --- | --- | --- | --- | --- | --- | --- | --- | --- | --- | --- | --- | --- | --- | --- | --- | --- | --- | -------------- |
| 1    | Red Bull KTM Ajo                     | 45  | 32  | 32  | 25  | 8   | 28  | 22  | 25  | 13  | 38  | 23  | 15  | 6   | 20  | 21  | 36  | 25  | 16  | 430            |
| 2    | Solunion GasGas Aspar                | 22  | 10  | 8   | 8   | 27  | 7   | 25  | 15  | 20  | 22  | 8   | 13  | 13  | 17  | 25  | 4   | 11  | 29  | 313            |
| 3    | Leopard Racing                       | 0   | 0   | 20  | 7   | 9   | 25  | 0   | 23  | 32  | 0   | 16  | 16  | 25  | 25  | 22  | 32  | 8   | 28  | 288            |
| 4    | Red Bull KTM Tech3                   | 0   | 9   | 14  | 11  | 18  | 13  | 16  | 0   | 1   | 11  | 20  | 11  | 36  | 6   | 14  | 8   | 13  | 17  | 218            |
| 5    | Petronas Sprinta Racing              | 16  | 20  | 0   | 0   | 13  | 20  | 11  | 7   | 19  | 13  | 16  | 13  | 12  | 13  | 25  | 13  | 0   | 5   | 216            |
| 6    | Avintia Esponsorama Moto3            | 12  | 16  | 10  | 18  | 0   | 3   | 11  | 14  | 2   | 11  | DNS | 26  | 11  | 28  | 1   | 10  | 20  | 15  | 199            |
| 7    | Sterilgarda Max Racing Team          | 5   | 6   | 9   | 20  | 16  | 10  | 5   | 3   | 16  | 22  | 11  | 25  | 6   | 0   | 4   | 12  | 14  | 6   | 190            |
| 8    | Indonesian Racing Team Gresini Moto3 | 11  | 3   | 13  | 16  | 0   | 17  | 30  | 13  | 14  | 0   | 2   | 1   | 0   | 0   | 10  | 2   | 13  | 1   | 146            |
| 9    | Rivacold Snipers Team                | 3   | 13  | 19  | 17  | 25  | 5   | 0   | 11  | 0   | 0   | 0   | 0   | 10  | 16  | 6   | 0   | 21  | 0   | 146            |
| 10   | CarXpert Prüstel GP                  | 8   | 13  | 10  | 15  | 7   | DNS | 2   | 0   | 0   | 14  | 4   | 2   | 5   | 0   | 0   | 11  | 6   | 13  | 110            |
| 11   | BOE Owlride                          | 0   | 0   | 5   | 1   | 16  | 2   | 6   | 0   | 5   | 0   | 3   | 7   | 9   | 12  | 5   | 11  | 0   | 10  | 92             |
| 12   | CIP Green Team                       | 8   | 13  | 0   | 0   | 0   | 4   | 8   | 20  | 3   | 11  | 6   | 0   | 0   | 2   | 0   | 0   | 2   | 0   | 77             |
| 13   | SIC58 Squadra Corse                  | 8   | 4   | 0   | 0   | 0   | 6   | 0   | 8   | 11  | 1   | 5   | 11  | 7   | 1   | 7   | 0   | 7   | 0   | 76             |
| 14   | Honda Team Asia                      | 0   | 1   | 0   | 2   | 1   | 0   | 4   | 1   | 0   | 8   | 1   | 0   | 0   | 0   | 0   | 1   | 0   | 0   | 19             |

## MotoE World Cup

### Teams und Fahrer
| Team                              | Nr. | Fahrer             | Läufe    |
| --------------------------------- | --- | ------------------ | -------- |
| Avant Ajo MotoE                   | 78  | Hikari Okubo       | alle     |
| Avintia Esponsorama Racing        | 14  | André Pires        | alle     |
| Avintia Esponsorama Racing        | 18  | Xavier Cardelús    | alle     |
| Dynavolt Intact GP                | 77  | Dominique Aegerter | alle     |
| Indonesian E-Racing Gresini MotoE | 9   | Andrea Mantovani   | alle     |
| Indonesian E-Racing Gresini MotoE | 11  | Matteo Ferrari     | alle     |
| LCR E-Team                        | 21  | Kevin Zannoni      | alle     |
| LCR E-Team                        | 71  | Miquel Pons        | alle     |
| Octo Pramac MotoE                 | 61  | Alessandro Zaccone | alle     |
| Octo Pramac MotoE                 | 68  | Yonny Hernández    | alle     |
| One Energy Racing                 | 51  | Eric Granado       | alle     |
| Ongetta Sic58 Squadracorse        | 27  | Mattia Casadei     | 1–4, 6–7 |
| Ongetta Sic58 Squadracorse        | 43  | Stefano Valtulini  | 5        |
| OpenBank Aspar Team               | 6   | María Herrera      | alle     |
| OpenBank Aspar Team               | 54  | Fermín Aldeguer    | alle     |
| Pons Racing 40 HP Pons 40         | 40  | Jordi Torres       | alle     |
| Pons Racing 40 HP Pons 40         | 53  | Jasper Iwema       | alle     |
| Tech3 E-Racing                    | 3   | Lukas Tulovic      | alle     |
| Tech3 E-Racing                    | 19  | Corentin Perolari  | alle     |

| Legende         |
| --------------- |
| Stammfahrer     |
| Wildcard-Fahrer |
| Ersatzfahrer    |

### Rennergebnisse
| # | Datum  | Rennen                      | Strecke   | Platz 1            | Platz 2            | Platz 3            | Pole-Position   | Schn. Rennrunde    | Gesamtführung      |
| - | ------ | --------------------------- | --------- | ------------------ | ------------------ | ------------------ | --------------- | ------------------ | ------------------ |
| 1 | 02.05. | GP von Spanien              | Jerez     | Alessandro Zaccone | Dominique Aegerter | Jordi Torres       | Eric Granado    | Eric Granado       | Alessandro Zaccone |
| 2 | 16.05. | GP von Frankreich           | Le Mans   | Eric Granado       | Mattia Casadei     | Alessandro Zaccone | Eric Granado    | Matteo Ferrari     | Alessandro Zaccone |
| 3 | 06.06. | GP von Katalonien           | Montmeló  | Miquel Pons        | Dominique Aegerter | Jordi Torres       | Eric Granado    | Eric Granado       | Alessandro Zaccone |
| 4 | 27.06. | Dutch TT                    | Assen     | Eric Granado       | Jordi Torres       | Alessandro Zaccone | Eric Granado    | Eric Granado       | Alessandro Zaccone |
| 5 | 15.08. | Großer Preis von Österreich | Spielberg | Lukas Tulovic      | Eric Granado       | Dominique Aegerter | Fermín Aldeguer | Eric Granado       | Alessandro Zaccone |
| 6 | 18.09. | GP von San Marino           | Misano    | Jordi Torres       | Dominique Aegerter | Mattia Casadei     | Jordi Torres    | Kevin Zannoni      | Jordi Torres       |
| 7 | 19.09. | GP von San Marino           | Misano    | Matteo Ferrari     | Mattia Casadei     | Miquel Pons        | Jordi Torres    | Dominique Aegerter | Jordi Torres       |

### Fahrerwertung
| Pos. | Fahrer             | ESP | FRA | CAT | NED | AUT | SMR | SMR | Gesamt- punkte |
| ---- | ------------------ | --- | --- | --- | --- | --- | --- | --- | -------------- |
| 1    | Jordi Torres       | 3   | 5   | 3   | 2   | 7   | 1   | 13  | 100            |
| 2    | Dominique Aegerter | 2   | 4   | 2   | 18  | 3   | 2   | 12  | 93             |
| 3    | Matteo Ferrari     | 6   | 8   | 7   | 4   | 7   | 4   | 1   | 86             |
| 4    | Eric Granado       | 13  | 1   | DNF | 1   | 2   | DNF | 1   | 84             |
| 5    | Alessandro Zaccone | 1   | 3   | 4   | 3   | 6   | DNF | DNS | 80             |
| 6    | Mattia Casadei     | 4   | 2   | DNF | 6   |     | 3   | 2   | 79             |
| 7    | Miquel Pons        | 5   | DNS | 1   | 10  | 12  | 5   | 3   | 73             |
| 8    | Lukas Tulovic      | DNF | 7   | 8   | 5   | 1   | 8   | 15  | 62             |
| 9    | Fermín Aldeguer    | DNF | 15  | 6   | 7   | 4   | 7   | 7   | 51             |
| 10   | Yonny Hernández    | 10  | 6   | 5   | 9   | 10  | 9   | DNF | 47             |
| 11   | Hikari Okubo       | 7   | DNF | 9   | 8   | 5   | DNF | 6   | 45             |
| 12   | Kevin Zannoni      | 14  | 11  | 12  | 13  | 9   | 6   | 4   | 44             |
| 13   | Corentin Perolari  | DNF | 9   | 10  | 11  | 13  | 12  | 10  | 31             |
| 14   | Andrea Mantovani   | 8   | DNS | 14  | 14  | 11  | 11  | 9   | 29             |
| 15   | María Herrera      | 9   | 10  | 11  | 15  | 17  | 13  | 11  | 27             |
| 16   | Xavier Cardelús    | DNF | 13  | DNF | 12  | 18  | 10  | 8   | 21             |
| 17   | Jasper Iwema       | 11  | 14  | DNF | 16  | 14  | 14  | 14  | 13             |
| 18   | André Pires        | 12  | 12  | 13  | 17  | 16  | 15  | DNS | 12             |
| 19   | Stefano Valtulini  |     |     |     |     | 15  |     |     | 1              |
| Pos. | Fahrer             | ESP | FRA | CAT | NED | AUT | SMR | SMR | Gesamt- punkte |

| Farbe         | Bedeutung                               |
| ------------- | --------------------------------------- |
| Gold          | Sieger                                  |
| Silber        | 2. Platz                                |
| Bronze        | 3. Platz                                |
| Grün          | Platzierung in den Punkten              |
| Blau          | Klassifiziert außerhalb der Punkteränge |
| Violett       | Rennen nicht beendet (DNF)              |
| Violett       | nicht klassifiziert (NC)                |
| Rot           | nicht qualifiziert (DNQ)                |
| Schwarz       | disqualifiziert (DSQ)                   |
| Weiß          | nicht am Start (DNS)                    |
| Weiß          | zurückgezogen (WD)                      |
| Weiß          | Rennen abgesagt (C)                     |
| ohne Farbe    | nicht am Training teilgenommen (DNP)    |
| ohne Farbe    | verletzt oder krank (INJ)               |
| ohne Farbe    | ausgeschlossen (EX)                     |
| ohne Farbe    | nicht erschienen (DNA)                  |
| fett          | Pole-Position                           |
| kursiv        | Schnellste Rennrunde                    |
| unterstrichen | WM-Führung                              |
| hochgestellt  | Platzierung im Sprintrennen             |

## Verweise